# Academia Sangeetha Nataka
La academia Sangeetha Nataka de Kerala (malayalam: കേരള സംഗീതനാടക അക്കാദമി) es un centro cultural que se encuentra ubicado en la ciudad de Thrissur, del estado de Kerala, en la India, junto a la academia Lalithakala.

## Historia
La academia fue inaugurada el 26 de abril de 1958 por el entonces primer ministro de la India, Jawaharlal Nehru. El objectivo del centro es fomentar y desarrollar la danza, el teatro y la música para promover la cultura de Kerala. Trabaja en estrecha colaboración con la academia Sangeet Natak de Nueva Delhi para el enriquecimiento de la cultura india.

## Infraestructuras
La academia dispone de un teatro ubicado en Thrissur con todas las modernas comodidades. Además, el 1 de octubre de 2010 el centro inauguró un espacio cultural en Keraleeya Samajam, en Baréin. El centro cultural tiene previsto establecer centros similares en Riad, Abu Dhabi, Nueva Delhi, Bombay, Madrás (Chennai) y Bangalore.

## Notas

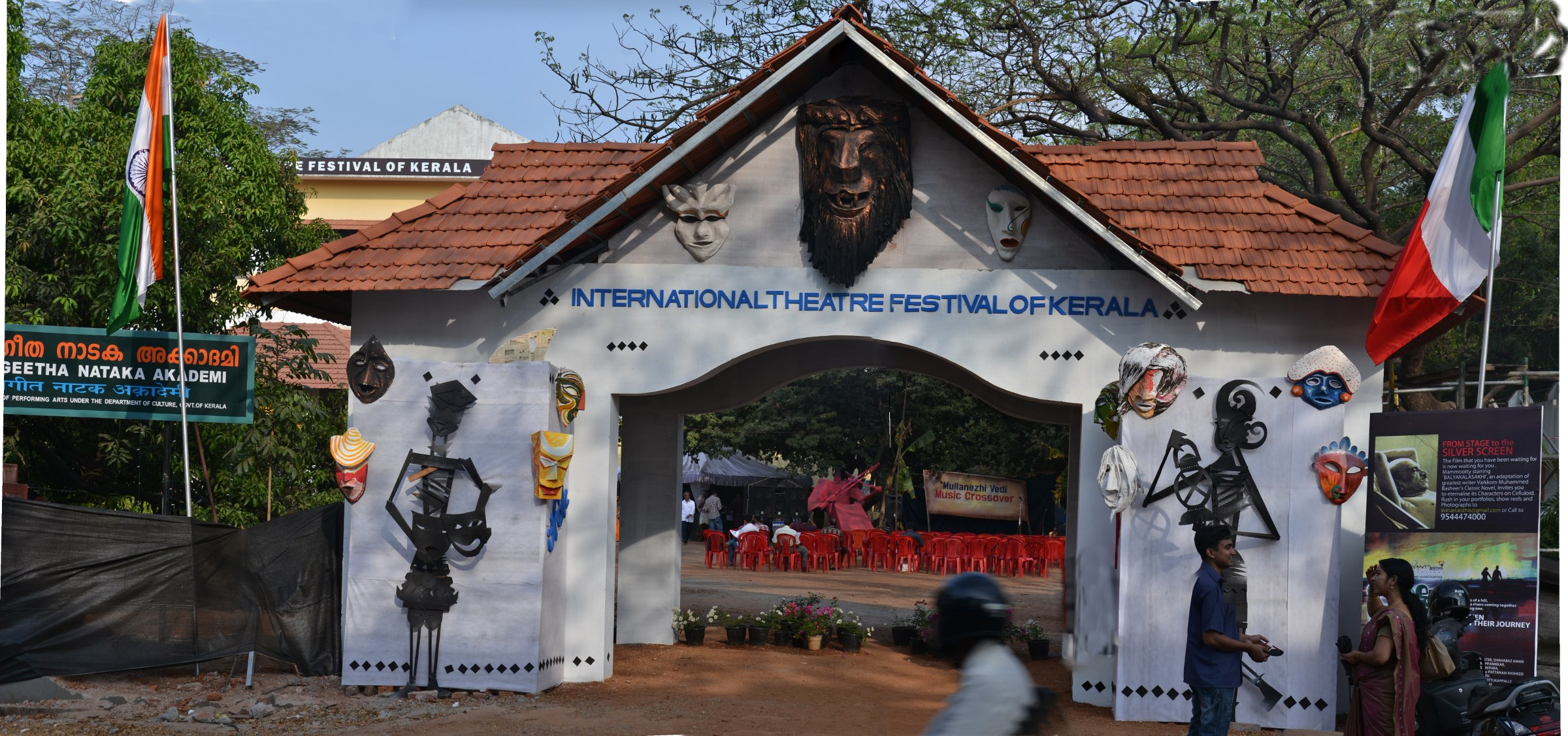
Entrada decoarada de la academia durante el Festival Internacional de Teatro de Kerala